# Pangunus
Genre
Pangunus est un genre d'araignées aranéomorphes de la famille des Dictynidae.

## Distribution
Les espèces de ce genre se rencontrent en Asie.

## Liste des espèces
Selon World Spider Catalog (version 26, 12/07/2025) :
- Pangunus kaszabi (Marusik & Koponen, 1998)
- Pangunus umai (Tikader, 1966)
- Pangunus xizangensis (Hu & Li, 1987)

## Systématique et taxinomie
Ce genre a été décrit par Cala-Riquelme en 2025 dans les Dictynidae.

## Étymologie
Ce genre est nommé en l'honneur de Pangu.

## Publication originale
- Montana, Cala-Riquelme, Crews, Gorneau, Al-Jamal, Alequín, Spagna, Ballarin & Esposito, 2025 : « Tailor's drawer no more: a reappraisal of the spider family Dictynidae O. Pickard-Cambridge, 1871 sensu lato. » Zoological Journal of the Linnean Society, vol. 204, no 2, zlaf007, p. 1-97.